# Loscoe
Loscoe – wieś w Anglii, w hrabstwie Derbyshire, w dystrykcie Amber Valley. Leży 14 km na północny wschód od miasta Derby i 189 km na północny zachód od Londynu. Miejscowość liczy 1500 mieszkańców.